# Argyrophis hypsobothrius
Argyrophis hypsobothrius är en ormart som beskrevs av Werner 1917. Argyrophis hypsobothrius ingår i släktet Argyrophis och familjen maskormar. Inga underarter finns listade i Catalogue of Life.
Denna orm förekommer på Sumatra. Argyrophis hypsobothrius gräver antagligen i lövskiktet och i det översta jordlagret. Honor lägger troligtvis ägg.
Det är inget känt om populationens storlek och möjliga hot. IUCN kategoriserar arten globalt som otillräckligt studerad.